# Manitsha tanka
Manitsha tanka és una espècie extinta de mamífer rosegador de la família dels isquiròmids que visqué a Nord-amèrica durant l'Oligocè inferior, fa entre 31,8 i 33,9 milions d'anys. Se n'han trobat restes fòssils a Dakota del Sud (Estats Units). Es tracta de l'única espècie del gènere Manitsha.